# Atotonilco, Guerrero
Atotonilco är en ort i Mexiko.   Den ligger i kommunen Cutzamala de Pinzón och delstaten Guerrero, i den södra delen av landet, 190 km sydväst om huvudstaden Mexico City. Atotonilco ligger 379 meter över havet och antalet invånare är 108.
Terrängen runt Atotonilco är kuperad åt nordväst, men åt sydost är den platt. Runt Atotonilco är det ganska tätbefolkat, med 60 invånare per kvadratkilometer. Närmaste större samhälle är San Lucas, 10,6 km väster om Atotonilco. Omgivningarna runt Atotonilco är en mosaik av jordbruksmark och naturlig växtlighet.